# Liste des Premières dames du Brésil

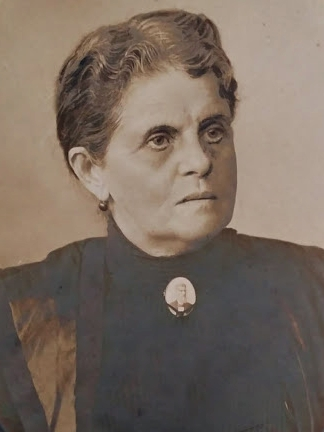
Benwinda Silva Gordo à Adélaïde.

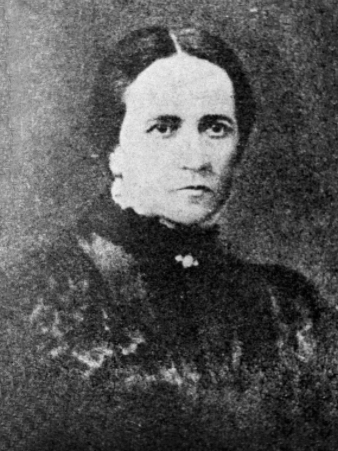
Mère Gabriela de Campos Sales.

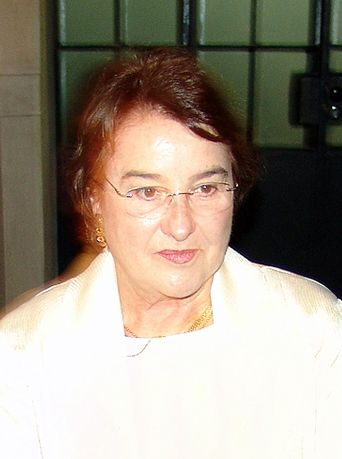
Ruth Cardoso.

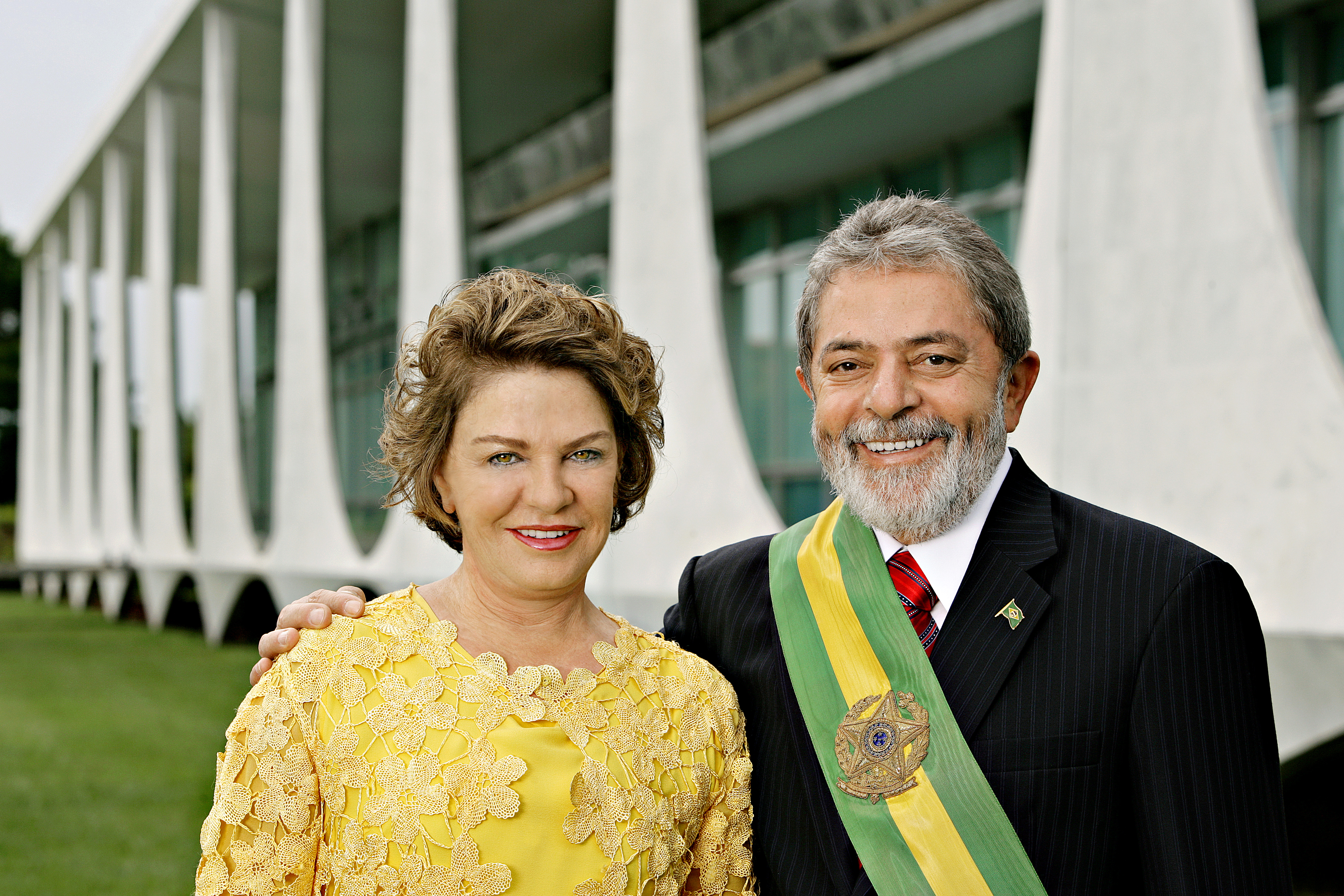
Marisa Letícia et son mari Lula da Silva.

La liste est la liste des Premières dames du Brésil, poste occupé par l'épouse du président du Brésil.

## Liste
| #  | Nom                                 | Président                          | Commencer | Fin      |
| -- | ----------------------------------- | ---------------------------------- | --------- | -------- |
| 1  | Mariana da Fonseca                  | Manuel Deodoro da Fonseca          | 1889      | 1891     |
| 2  | Josina Peixoto                      | Floriano Vieira Peixoto            | 1891      | 1894     |
| 3  | Adelaide de Morais                  | Prudente de Moraes                 | 1894      | 1898     |
| 4  | Ana Gabriela Campos Sales           | Manuel de Campos Sales             | 1898      | 1902     |
| 5  | Catita Alves                        | Rodriques Alves                    | 1902      | 1904     |
| 6  | Marieta Alves                       | Rodriques Alves                    | 1904      | 1906     |
| 6  | Guilhermina Pena                    | Afonso Pena                        | 1906      | 1909     |
| 7  | Anita Peçanha                       | Nilo Peçanha                       | 1909      | 1910     |
| 8  | Orsina da Fonseca                   | Hermes da Fonseca                  | 1910      | 1913     |
| 9  | Nair de Tefé                        | Hermes da Fonseca                  | 1913      | 1914     |
| 10 | Maria Pereira Gomes                 | Venceslau Brás                     | 1914      | 1918     |
| 11 | Francisca Ribeiro                   | Delfim Moreira                     | 1918      | 1919     |
| 11 | Mary Pessoa                         | Epitácio Pessoa                    | 1919      | 1922     |
| 12 | Clélia Bernardes                    | Artur Bernardes                    | 1922      | 1926     |
| 13 | Sophia Pereira de Sousa             | Washington Luis                    | 1926      | 1930     |
| 14 | Darci Vargas (en)                   | Getúlio Vargas                     | 1930      | 1945     |
| 15 | Luzia Linhares                      | José Linhares                      | 1945      | 1946     |
| 16 | Carmela Dutra                       | Eurico Gaspar Dutra                | 1946      | 1951     |
| 17 | Darci Vargas (en)                   | Getúlio Vargas                     | 1951      | 1954     |
| 18 | Jandira Café                        | Café Filho                         | 1954      | 1955     |
| 19 | Graciema da Luz                     | Carlos Luz                         | 1955      | 1955     |
| 20 | Beatriz Ramos                       | Nereu Ramos                        | 1955      | 1956     |
| 21 | Sarah Kubitschek (en)               | Juscelino Kubitschek               | 1956      | 1961     |
| 22 | Eloá Quadros                        | Janio Quadros                      | 1961      | 1961     |
| 23 | Sylvia Mazzilli                     | Ranieri Mazzilli                   | 1961      | 1961     |
| 24 | Maria Thereza Goulart (en)          | João Goulart                       | 1961      | 1964     |
| 25 | Sylvia Mazzilli                     | Ranieri Mazzilli                   | 1964      | 1964     |
| 26 | Antonietta Castelo Branco           | Humberto de Alencar Castelo Branco | 1964      | 1967     |
| 27 | Yolanda Costa e Silva               | Arthur da Costa e Silva            | 1967      | 1969     |
| 28 | Scylla Médici (en)                  | Emílio Garrastazu Médici           | 1969      | 1974     |
| 29 | Lucy Geisel                         | Ernesto Geisel                     | 1974      | 1979     |
| 30 | Dulce Figueiredo (en)               | João Figueiredo                    | 1979      | 1985     |
| 31 | Marly Sarney                        | José Sarney                        | 1985      | 1990     |
| 32 | Rozane Collor                       | Fernando Collor                    | 1990      | 1992     |
| ▬  | Vacant (le président est divorcé)   | Itamar Franco                      | 1992      | 1995     |
| 33 | Ruth Cardoso                        | Fernando Henrique Cardoso          | 1995      | 2002     |
| 34 | Marisa Letícia                      | Luiz Inácio Lula da Silva          | 2003      | 2010     |
| ▬  | Vacant (la présidente est divorcée) | Dilma Rousseff                     | 2011      | -        |
| 35 | Marcela Temer                       | Michel Temer                       | 2016      | 2019     |
| 36 | Michelle Bolsonaro                  | Jair Bolsonaro                     | 2019      | 2022     |
| 37 | Rosângela Lula da Silva             | Luiz Inácio Lula da Silva          | 2023      | en cours |